# Алпајн Нортист (Вајоминг)
Алпајн Нортист (енгл. Alpine Northeast) насељено је место без административног статуса у америчкој савезној држави Вајоминг.

## Демографија
По попису из 2010. године број становника је 196, што је 114 (139,0%) становника више него 2000. године.
| Група             | 2000.      | 2010.       |
| Белци             | 74 (90,2%) | 188 (95,9%) |
| Афроамериканци    | 0 (0,0%)   | 0 (0,0%)    |
| Азијати           | 1 (1,2%)   | 2 (1,0%)    |
| Хиспаноамериканци | 0 (0,0%)   | 4 (2,0%)    |
| Укупно            | 82         | 196         |